# Milan (Géorgie)
Pour les articles homonymes, voir Milan (homonymie).
Milan est une ville américaine située dans les comtés de Dodge et de Telfair, en Géorgie. Selon le recensement de 2020, sa population est de 613 habitants.